# Salvator Mundi (målning)
Salvator Mundi är en målning av Jesus som Salvator Mundi (Världens frälsare), vilken av vissa experter attribuerats som ett konstverk av Leonardo da Vinci. Andra experter har ifrågasatt att Leonardo da Vinci är upphovsman.
Målningen föreställer Jesus, klädd i dräkt från renässansen, som ger en välsignelse med sin höjda högra hand med två fingrar i kors och håller en glaskula i vänster hand. Idag är målningen försvunnen.

## Historik
Leonardo da Vinci målade Salvator Mundi i Frankrike för Ludvig XII av Frankrike mellan 1506 och 1513. Den kom troligtvis till England med Henrietta Maria av Frankrike 1625 då hon gifte sig med Karl I av England. Målningen förtecknades 1649 som del av Karl I:s samling, för att senare säljas på auktion av sonen till Duke of Buckingham and Normanby 1763, varpå den försvann. 
Den spårades till ett köp 1900 av den brittiske samlaren Francis Cook. Målningen var då skadad av restaureringsförsök och ansågs vara målad av da Vincis efterföljare Bernardino Luini. Francis Cooks ättlingar sålde den på auktion 1958 för 45 pund.
År 2005 anskaffades målningen av ett konsortium som inkluderade Robert Simon, en specialist på gamla mästare. Den hade blivit kraftigt övermålad, så att den såg ut som en kopia, och beskrevs som ett "vrak, mörkt och dystert". Målningen restaurerades därefter av Dianne Modestini, attribuerades av experter som en Leonardo da Vinci, och ställdes under november 2011–februari 2012 ut på National Gallery i London i utställningen Leonardo da Vinci: Painter at the Court of Milan. År 2013 såldes målningen till den ryske samlaren Dmitrij Rybolovlev för 127,5 miljoner US dollar via den schweiziske konsthandlaren Yves Bouvier.
Målningen auktionerades ut i november 2017 av Christie's och såldes för 450,3 miljoner amerikanska dollar (motsvarande 3,8 miljarder svenska kronor), nytt rekord i pris för en såld målning. Sedan dess har den varit försvunnen. Möjligtvis ägs den av Saudiarabiens kronprins Mohammed bin Salman.

## Diskuterad äkthet
Målningen har jämförts med tjugo andra versioner av Salvator Mundi, och ansetts överlägsen dessa. Ett antal drag i målningen har talat för att attribuera den till Leonardo da Vinci, till exempel ett antal "pentimenti" (ändringar som konstnären gjort under arbetets gång) som den högra handens position. Likaså anses sfumato (disighet) och den ovanliga tekniken att pressa ned handflatans sida i målningen vara typiskt för många av da Vincis verk.
Det finns också de som ifrågasätter attribueringen och pekar på tveksamheter.

## Kopior av Salvator Mundi

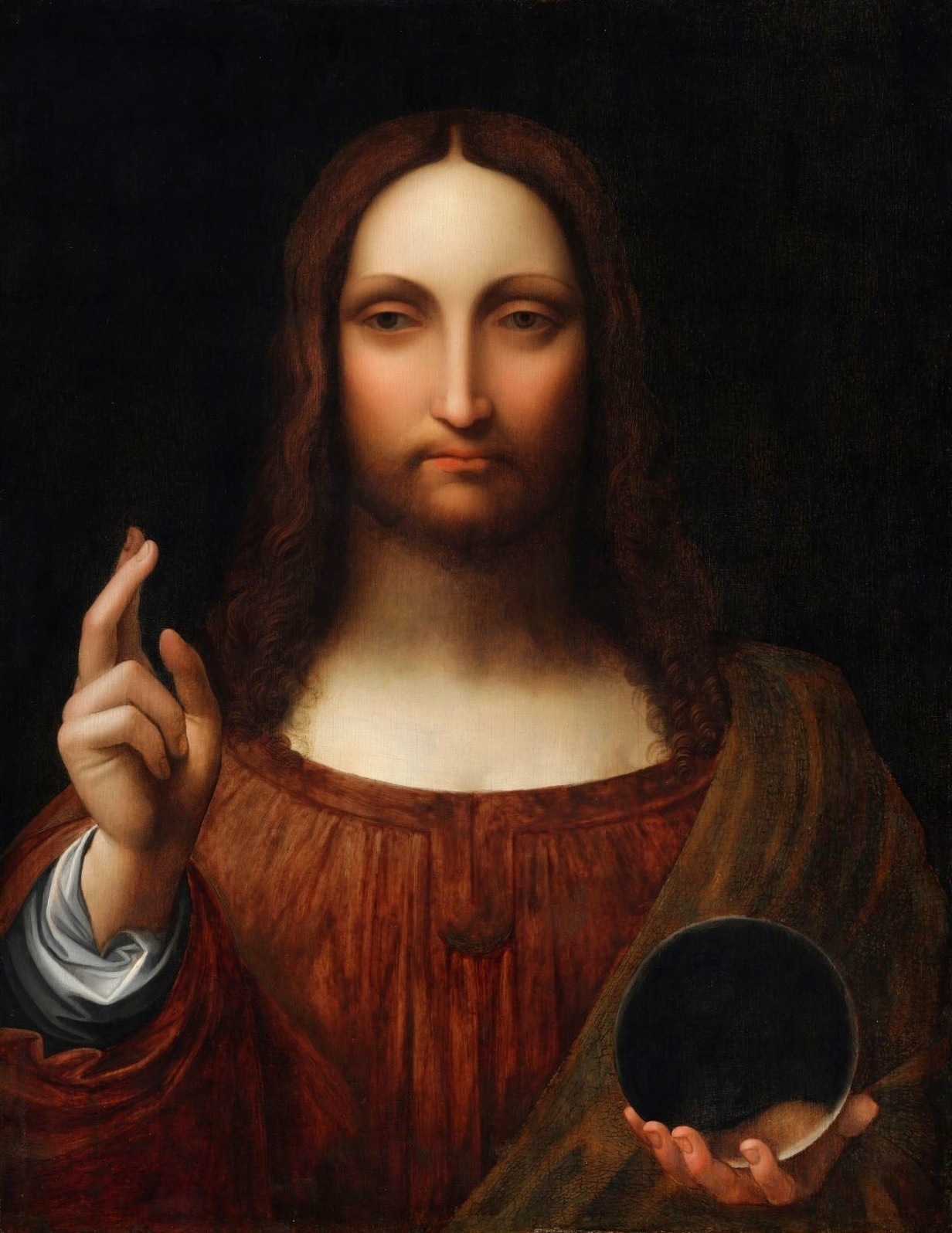
Samtida kopia av Cesare da Sesto (1516–17), Wilanów Palace, Warszawa
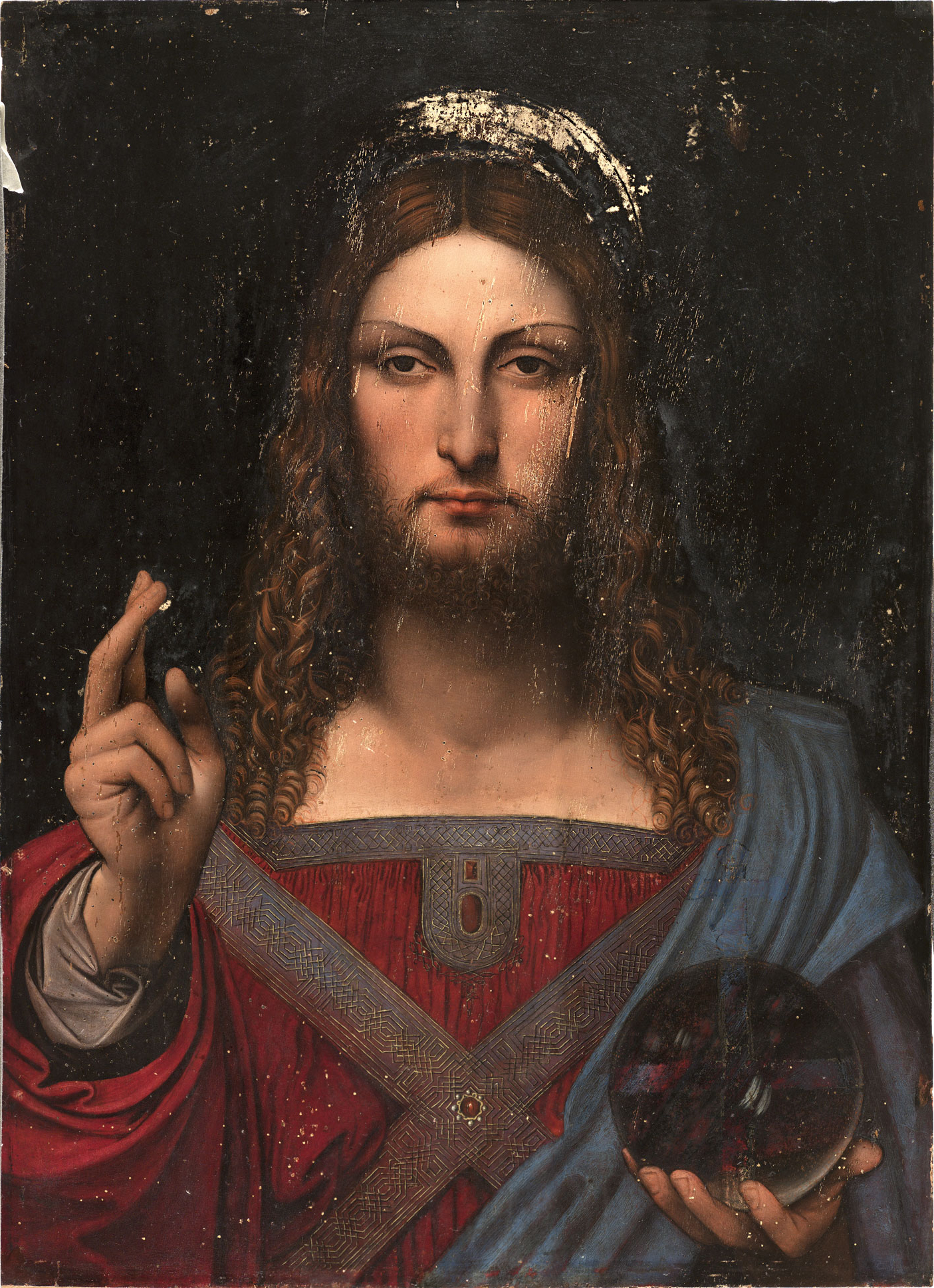
Kopia av medlem i Leonardeschi
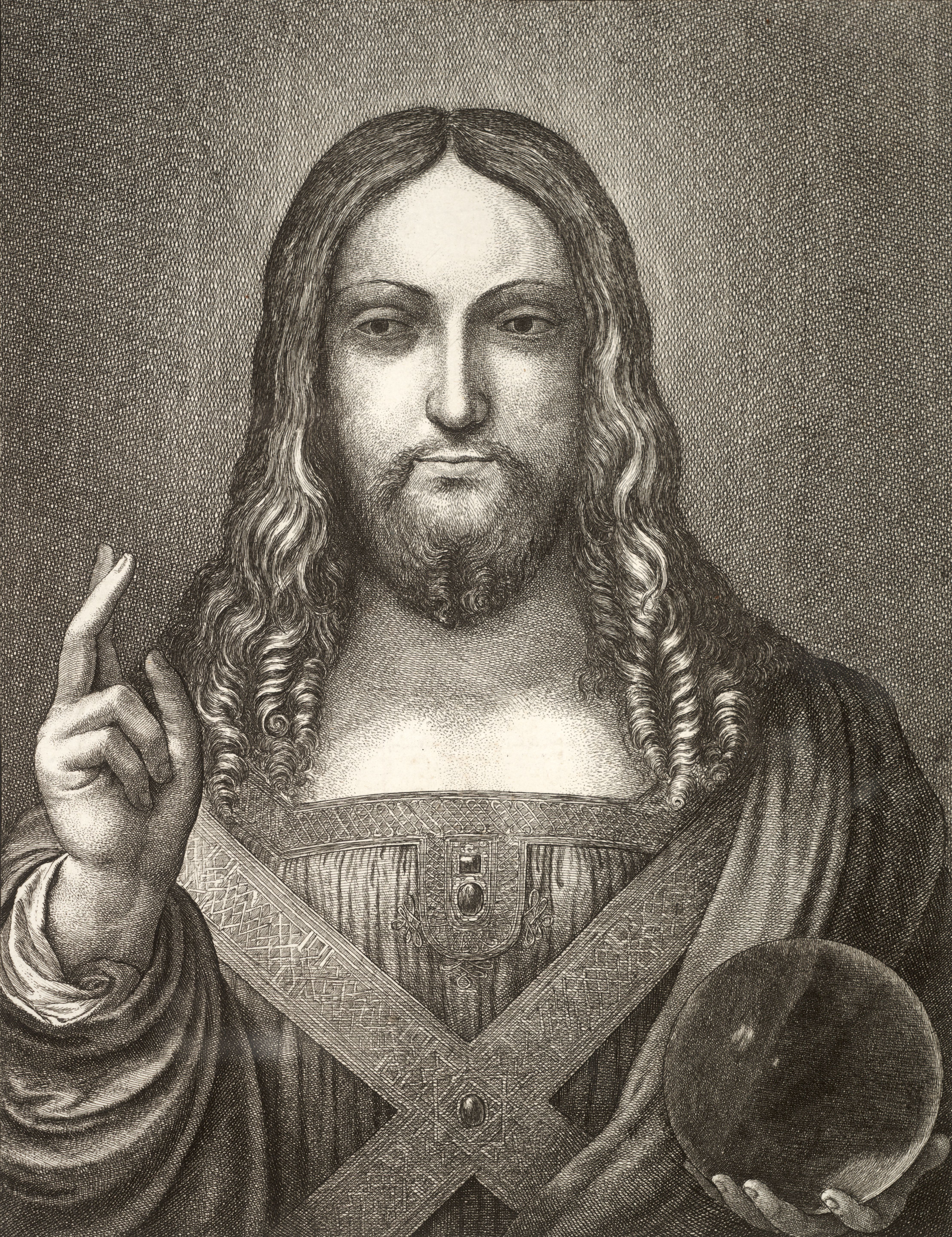
Etsning av Wenceslaus Hollar (1607–1677)
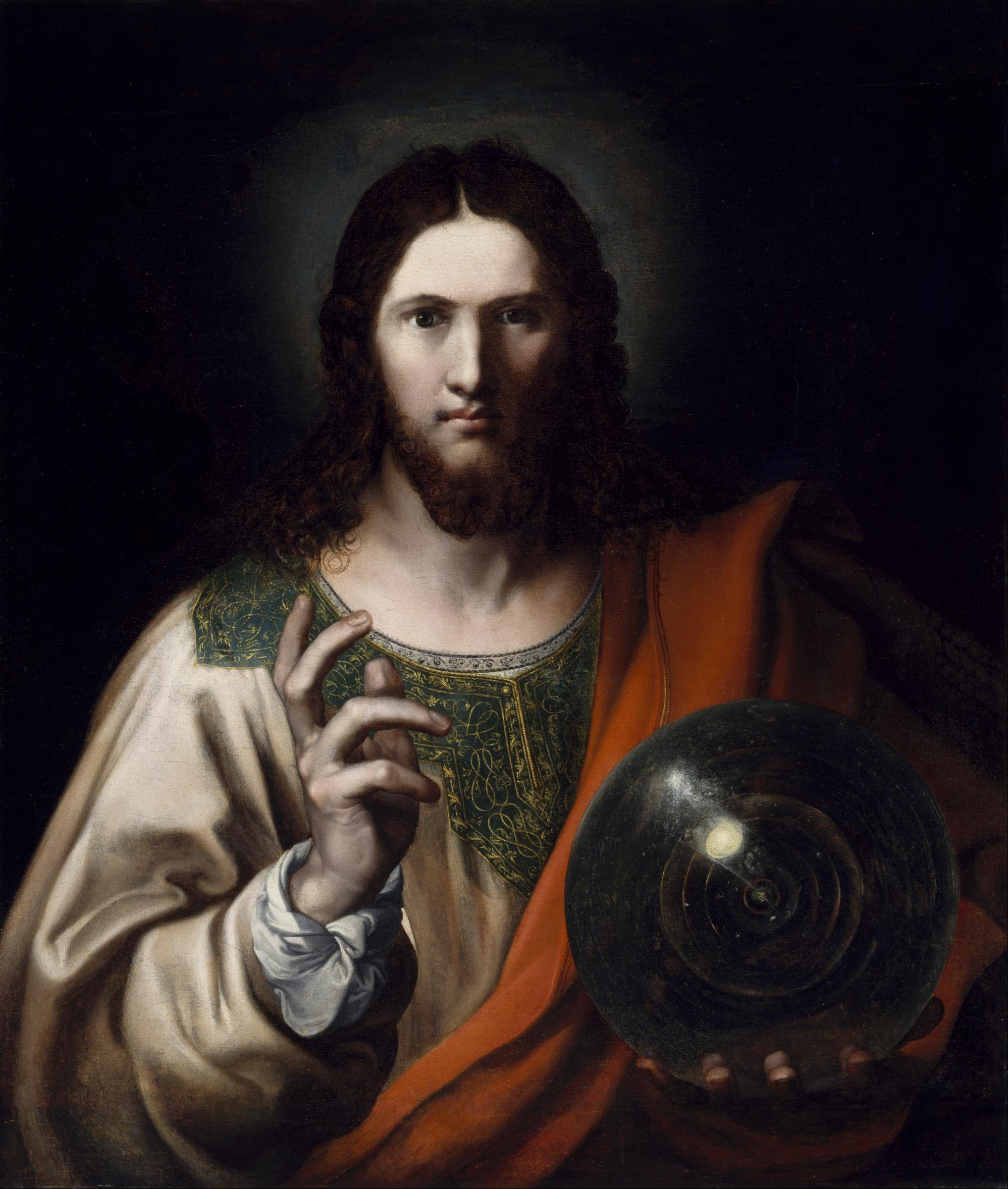
Kopia av okänd flamländsk konstnär (omkring 1750–1775), Museum of Fine Arts i Houston